# Aleurodicus pauciporus
Aleurodicus pauciporus là một loài côn trùng cánh nửa trong họ Aleyrodidae, phân họ Aleurodicinae.
Aleurodicus pauciporus được Martin miêu tả khoa học đầu tiên năm 2004.